# 张阳
张阳（1951年8月—2017年11月23日），河北武强人，中国人民解放军上将，曾任中央军事委员会委员、中国人民解放军总政治部末任主任、中央军事委员会政治工作部首任主任。是中国共产党第十七届、十八届中央委员，第十届、十二届全国人大代表。2017年8月被中央军纪委调查，2017年11月23日于家中自缢死亡。2018年因受贿案被中央军委开除军籍、取消军衔；随后被中共中央开除党籍，并依纪依法追缴涉案财物。

## 生平

### 早期经历
1966年9月，张阳加入中国共产主义青年团。1968年1月参加中国人民解放军，1969年5月加入中国共产党。历任63军187师炮兵团战士、班长、技师、副政治指导员、政治指导员、政治教导员、团政治处主任、团政治委员。
1991年10月，张阳进入中国人民解放军国防大学基本系学习。一年后毕业，任炮兵一师政治部主任、后任副政委。1996年任陆军第四十二集团军第一六三师政治委员，同年毕业于中共中央党校行政管理专业毕业。1999年9月任陆军第四十二集团军政治部主任，2001年1月晋升少将军衔。2002年，升任第四十二集团军政委。2004年12月，任广州军区政治部主任。2006年7月，晋升中将军衔。
张阳曾经资助家乡河北省武强县的发展，2006年协调深圳市照亮实业有限公司捐资150万元新建孙庄乡堤南完小教学楼，2007年4月协调中国爱心委员会、深圳市富上佳实业发展有限公司捐资40万元新建北代乡解村完小校舍，2007年9月又协调中国国际文化传播中心捐献武强县衣物2万件，价值400余万元。2007年9月，任广州军区政治委员。仅七年就完成了从副军职到正大军区职的进阶。2010年7月，晋升上将军衔。任广州军区政治委员时，遭遇南方雨雪冰冻灾害。他曾亲赴一线，到韶关市乳源瑶族自治县境内险要地段现场指挥抢险。随后，他还完成了支援四川抗震救灾、奥运会香港赛区安保、赴缅甸医疗救援、中泰联合反恐演练等任务。

### 总政及军委政工部主任
2012年10月，61岁的张阳接替李继耐担任中国人民解放军总政治部主任，并于11月15日当选中央军事委员会委员。2015年11月，任新组建的中央军事委员会政治工作部首任主任。有媒体统计，张阳在被组织谈话前，曾不下13次痛批徐才厚。2016年8月26日，全军贯彻落实古田政工会精神领导小组会议召开，张阳作为全军贯彻落实古田政工会精神领导小组组长出席并讲话。张阳说，要抓实抓深肃清流毒影响工作。以领导干部为重点进一步搞好揭批反思，做到情感上憎恨、政治上决裂，切实与郭徐的圈子、品行、套路、作风等彻底划清界限。

### 自杀身亡
2017年8月7日，张阳以中央代表团副团长的身份抵达呼和浩特，参加内蒙古自治区成立70周年庆祝活动，这是他最后一次公开露面。8月28日，经中共中央批准，中央军委决定对张阳进行组织谈话，调查核实其涉前中央军委副主席郭伯雄、徐才厚等案问题线索。9月6日，解放军和武警部队公布的中共十九大代表名单里没有出现张阳和房峰辉的名字，基本上宣告二人无缘下届中央军委人选。9月7日，官方报道，中宣部、中央军委政治工作部和共青团中央在人民大会堂举行陆军第七十四集团军某旅班长王锐同志先进事迹报告会，中央军委政治工作部主任苗华参加会见，表明张阳已被换下。经调查核实，张阳严重违纪违法，涉嫌行贿受贿、巨额财产来源不明犯罪。经组织安排，张阳接受组织谈话期间一直在家居住。11月23日上午，张阳在家中自缢死亡，终年66岁。死讯以极小的篇幅，刊登在29日《人民日报》第十一版右下角处。他是1990年代以来，首个在职接受组织调查的中央军委委员，也是中华人民共和国成立以来首个被证实自杀身亡的上将。
2017年11月28日新华社报道张阳死亡的消息后，《解放军报》钧正平工作室评论形容张阳是“畏罪自杀”，批评他以自杀逃避党纪、国法惩处，“行径极其恶劣”。社论还称，张阳案“再次警示我们，全面彻底肃清郭伯雄、徐才厚流毒影响，深入推进党风廉政建设和反腐败斗争任重道远”。11月29日起，中共各省级党委召开常委会扩大会议传达《中共中央关于张阳严重违纪违法问题及自缢死亡情况的通报》。

### 开除党籍
2018年10月16日，中共中央决定开除张阳党籍，依纪依法追缴涉案财物。中央军委此前已决定开除张阳军籍，取消其上将军衔。2020年11月23日，张阳的骨灰在故乡武强县下葬。

## 相关人物
- 张阳之前两任中国人民解放军总政治部主任：徐才厚 → 李继耐
- 房峰辉（同时期任中央军委委员、解放军总参谋长→中央军委联合参谋部参谋长，2017年8月与张阳同时从公众视线中消失）